# Colonia della Virginia
La Colonia della Virginia fu la prima colonia britannica, fondata da un gruppo di imprenditori-colonizzatori inglesi (cristiani di confessione anglicana) che agivano su mandato del re Giacomo I Stuart. Fondata nel Nord America, è esistita per un breve lasso di tempo nel XVI secolo, e in seguito dal 1607 fino alla Rivoluzione americana. Così nominata in onore della regina Elisabetta I d'Inghilterra, nota allora come "Regina Vergine" in quanto non si sposò mai, la colonia venne soprannominata "il vecchio dominio" (The Old Dominion) dal re Carlo II d'Inghilterra per la sua apparente lealtà alla monarchia britannica durante la guerra civile inglese del XVII secolo. Un'ulteriore fonte di ispirazione per il nome della colonia proviene dal nome della compagnia londinese ‘Virginia Company’ che finanziò il viaggio del capitano Newport che poi appunto portò all’installazione della prima colonia inglese nell’America del Nord.
La colonia divenne nel 1776 uno dei tredici stati originari degli Stati Uniti. In un primo tempo fu popolata da schiavi a contratto e da schiavi africani. Fra il Seicento e il Settecento furono adottate le strutture sociali dell'Inghilterra, vi erano dunque: grandi proprietari terrieri, che producevano tabacco e una fiorente agricoltura insediata nel mercato; clero anglicano, dotato di prestigio e potere; piccoli braccianti, piccoli proprietari e affittuari terrieri.

## Nomi ed etimologia

### Virginia
Il nome di "Virginia" è la più antica designazione di un territorio inglese in Nord America. Nel 1584 sir Walter Raleigh inviò Philip Amadas e Arthur Barlowe a esplorare l'area oggi corrispondente alla costa della Carolina del Nord, e questi tornarono con la notizia di un re regionale (weroance) chiamato Wingina, che governava quella terra nota ai locali col nome di Wingandacoa. Quest'ultima parola potrebbe essere il nome che ha ispirato poi alla regina Elisabetta I il nome di "Virginia" per la colonia, nulla a che vedere con il suo status dunque di "regina vergine" come da molti storici e contemporanei è stata definita. Nel viaggio successivo, invece, Raleigh comprese che l'espressione wingandacoa udita dai primi coloni inglesi al loro arrivo significava "Che bei vestiti che indossate!" secondo il linguaggio locale, e pertanto quello non era il nome del luogo come si pensava.
Inizialmente il termine "Virginia" venne esteso all'intera costa orientale del Nord America dal 34º parallelo (presso Cape Fear) sino al 48°, includendo dunque le attuali coste dell'Acadia e una vasta parte interna del Canada.

### L'Old Dominion
Come gratitudine per la lealtà dei virginiani alla corona durante la guerra civile inglese, re Carlo II d'Inghilterra concesse al territorio il titolo di "Old Dominion" che ancora oggi è il soprannome dello stato.

## Storia

### I primi tentativi di colonizzazione in epoca elisabettiana (1584–1590)
Sebbene Spagna, Francia, Svezia e Paesi Bassi stessero contendendosi la regione, questo non impedì all'Inghilterra di divenire la prima potenza europea a colonizzare con successo i territori oltremare. I primi tentativi erano stati fatti dagli spagnoli in quella che attualmente sono la Georgia (San Miguel de Gualdape, 1526–27; oltre a diverse Missioni spagnole in Georgia tra il 1568 e il 1684), la Carolina del Sud (Santa Elena, 1566–87), la Carolina del Nord (Joara, 1567–68) e la Virginia (Missione di Ajacán, 1570–71); e così avevano fatto i francesi in Carolina del Sud (Charlesfort, 1562–63). Più a sud, la colonia spagnola della Florida spagnola, incentrata su St. Augustine, venne fondata nel 1565, mentre a nord i francesi avevano fondato alcuni insediamenti nell'attuale Canada (Charlesbourg-Royal occupata per un breve periodo dal 1541–43; Port Royal, fondata nel 1605).

#### Insediamenti nell'Isola di Roanoke
Nel 1584, sir Walter Raleigh inviò la sua prima missione colonizzatrice sull'Isola di Roanoke (nell'attuale Carolina del Nord). Questo fu il primo insediamento inglese, anche se non durò a lungo e fu perlopiù un avamposto militare focalizzato a esplorare le aree circostanti. L'esperto di metalli boemo Joachim Gans venne ingaggiato dagli inglesi e si recò sull'Isola di Roanoke per studiare le tecniche di ricerca e lavorazione del rame da parte delle tribù indigene così da ridurre i tempi di fusione del metallo da 16 settimane a 4 giorni, consentendo in tal modo agli inglesi di velocizzare la produzione di cannoni da usare sulle navi da guerra. Ciò che ha dello straordinario nell'inclusione di Joachim Gans in questa spedizione è che gli ebrei erano stati espulsi dal Regno d'Inghilterra e molti poterono farvi ritorno solo a partire dal 1655 quando Oliver Cromwell revocò l'editto regio risalente a più di 300 anni prima quando era stato scritto per mano di Edoardo I (1290).
Nel 1587, Raleigh inviò un altro gruppo per cercare di fondare un insediamento stabile. Il primo figlio di coloni inglesi nato nel Nuovo Mondo fu una bambina, che non a caso ebbe il nome di Virginia Dare. Il capo della spedizione, John White, tornò in Inghilterra per cercare rinforzi in quello stesso anno, ma non fu in grado di far ritorno alla colonia per via della guerra che serpeggiava tra Inghilterra e Spagna. Quando finalmente riuscì a rientrare in America nel 1590, egli trovò la colonia abbandonata. Le case erano intatte, ma i coloni erano come scomparsi. Anche se diverse sono le teorie elaborate dagli storici sul destino della colonia, questo fatto rimane un mistero che ha fatto sì che la colonia si guadagnasse il nome di "Lost Colony" (la "colonia perduta"). Dare County fu la prima contea fondata in onore della piccola Virginia Dare, che risultò dispersa tra i primi coloni. La parola Croatoan venne però ritrovata incisa sul tronco di un albero, parola che indicava il nome di una tribù di un'isola vicina.

### La Virginia Company (1606–1624)

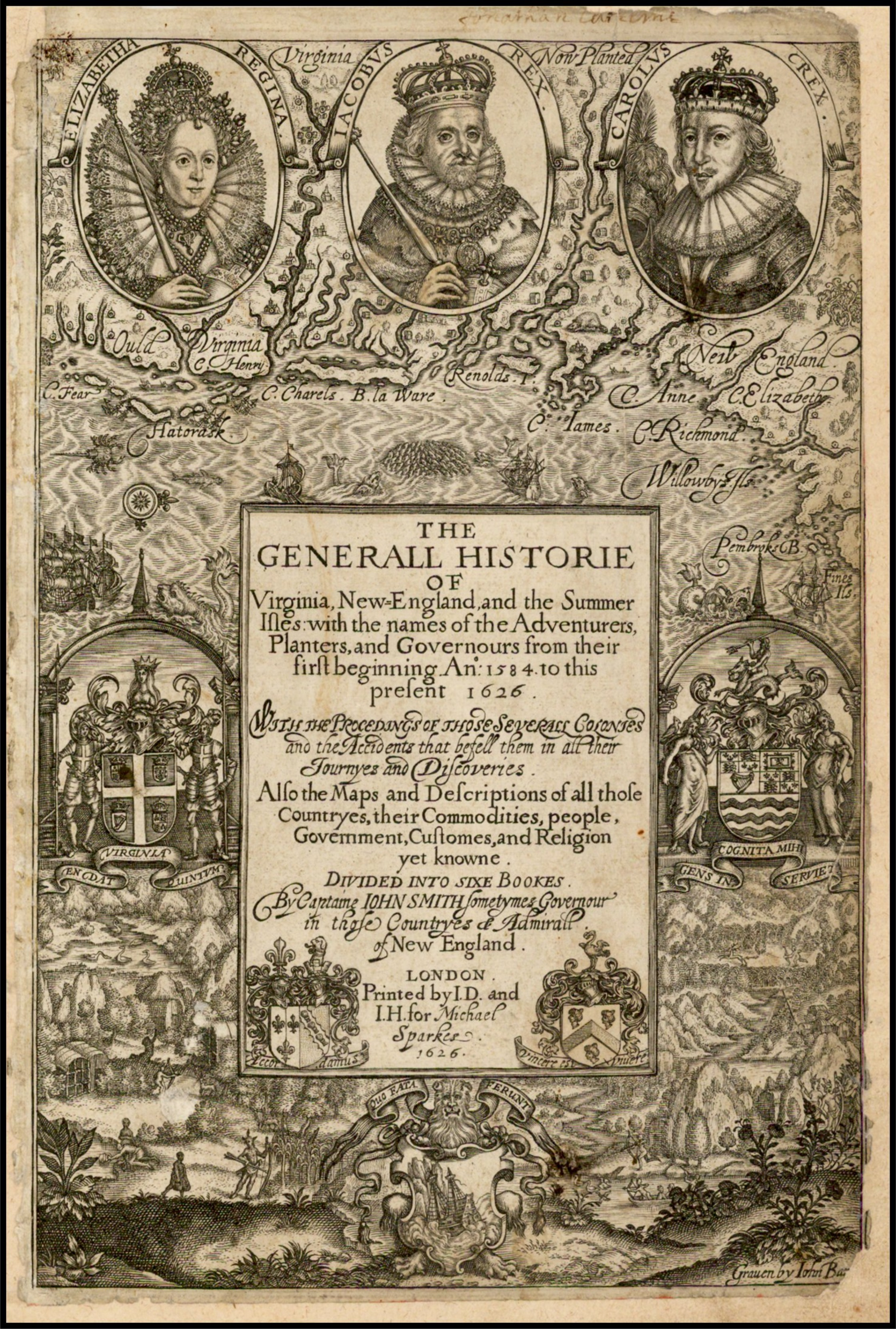
"The Generall Historie of Virginia, New-England, and the Summer Isles", del capitano John Smith

Dopo la morte della regina Elisabetta I nel 1603, re Giacomo I ascese al trono. L'Inghilterra era stata finanziariamente messa in difficoltà dalla guerra con la Spagna degli anni precedenti. Inoltre, le tradizionali lussureggianti foreste inglesi e altre risorse naturali si stavano esaurendo dopo secoli di sfruttamento incondizionato. Per recuperare nuove risorse, l'Inghilterra doveva così dipendere dal commercio con altre nazioni per sopravvivere. La Muscovy Company in particolare, ebbe grande successo nell'importazione di beni soprattutto dai Paesi Bassi. A ogni modo le condizioni precarie delle varie relazioni commerciali con gli altri paesi europei, fece sì che l'Inghilterra considerasse una valida alternativa lo sfruttamento del Nuovo Mondo. L'investimento dei capitali si concentrò nella ricerca del passaggio a nord-ovest verso l'Estremo Oriente e l'India. Giacomo I garantì dei decreti di proprietà ai due rami della Virginia Company (la Plymouth Company e la London Company), la compagnia commerciale che si occupò di sviluppare un commercio nel Nord America, ottenendo il supporto degli investitori.
Secondo questi documenti, alla Plymouth Company venne permesso di fondare una colonia su un territorio di 160 chilometri quadrati tra il 38º e il 45º parallelo (più o meno tra la baia di Chesapeake e l'attuale confine statunitense col Canada). La London Company ottenne invece di fondare una colonia tra il 34º e il 41º parallelo (approssimativamente tra Cape Fear e Long Island Sound), ottenendo così anche una vasta porzione della costa atlantica e dell'interno del Canada. Durante il 1606, ciascuna compagnia organizzò delle spedizioni per fondare insediamenti nell'area secondo i diritti ricevuti dalla corona inglese.
Questa ricerca coloniale influenzò anche la cultura inglese del tempo come ad esempio l'opera teatrale "Eastward Hoe", rappresentata a Londra nel 1605, dove dei criminali cercano di fuggire in Virginia per liberarsi dei debiti accumulati in patria.

#### La Colonia di Popham
Nell'agosto del 1606, la prima nave della Plymouth Company, la Richard, salpò alla volta del Nuovo Mondo. A ogni modo, essa venne intercettata e catturata dagli spagnoli presso la Florida nel novembre del 1606 e non poté mai raggiungere la Virginia. Il secondo tentativo ebbe maggior successo: circa 120 coloni lasciarono Plymouth il 31 maggio 1607 a bordo di due navi, capitanate da George Popham a bordo della Gift of God, mentre il secondo in comando era Ralegh Gilbert che viaggiava sulla Mary and John, il cui capitano era Robert Davies. Il capitano Davies tenne un diario dettagliato della spedizione ove ancora oggi è possibile leggere le prime informazioni sulla Colonia di Popham.
Giunti a destinazione nell'agosto del 1607, i coloni della Plymouth Company iniziarono la costruzione dell'insediamento, noto appunto come Colonia di Popham, corrispondente all'attuale villaggio di Phippsburg, nel Maine, presso la foce del fiume Kennebec. Il loro intento era quello di commerciare con la madrepatria metalli preziosi, spezie e pellicce, oltre alle forniture di legname per la costruzione delle navi inglesi. Metà dei coloni fece ritorno in Inghilterra sul finire dell'anno a bordo della Gift of God, mentre l'altra metà rimase in loco per tutto l'inverno, la primavera e l'estate successive, periodo durante il quale venne costruita una nave di 30 tonnellate che venne chiamata Virginia. Sul finire dell'estate del 1608, tutti i coloni rimanenti tornarono in Inghilterra a bordo della Virginia e della Mary and John: la colonia era durata in tutto poco circa un anno. Anche se non fu un insediamento permanente, essa è oggi considerata la seconda colonia inglese dopo Cuttyhunk nel 1602, nella regione poi nota come New England. L'esatto sito della Colonia di Popham è stato riscoperto nel corso di scavi archeologici condotti nel 1994.

#### Jamestown

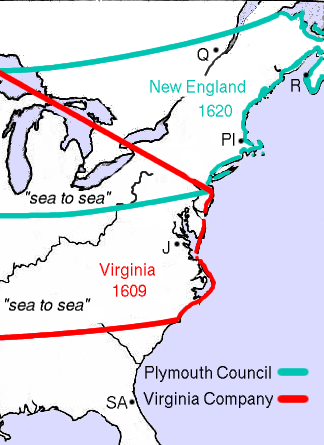
Rielaborazione di una cartina del 1609 che mostra i confini della colonia della Virginia "da mare a mare"

La London Company guidata dal capitano Christopher Newport portò avanti la sua spedizione. Il 20 dicembre 1606, il capitano salpò dall'Inghilterra a bordo della sua nave ammiraglia, la Susan Constant, assieme ad altre due navi più piccole, la Godspeed e la Discovery, con 105 uomini e ragazzi, oltre a 39 marinai. Dopo un inusuale lungo viaggio di 144 giorni, il gruppo giunse alla foce della Baia di Chesapeake, sbarcando nel punto dove il lato meridionale della baia incontra l'oceano Atlantico, luogo oggi identificato da una croce e chiamato Cape Henry, in onore di Enrico Federico, principe del Galles, figlio primogenito del re Giacomo I.
Le loro istruzioni erano di scegliere un luogo interno nei pressi di una fonte d'acqua potabile così da essere meno vulnerabili a eventuali attacchi da parte degli spagnoli o di altri coloni europei. Il gruppo salpò nuovamente verso ovest nella baia e raggiunse la foce di Hampton Roads, fermandosi nella località oggi nota col nome di Old Point Comfort. Mantenendo la costa sulla destra, si avventurarono lungo il grande fiume che venne rinominato dagli stessi coloni James, sempre in onore del re inglese. Dopo l'esplorazione giunta sino alla confluenza del fiume con l'Appomattox (in corrispondenza dell'attuale città di Hopewell), il gruppo ridiscese il fiume sino all'Isola di Jamestown, che offriva una posizione difensiva favorevole contro le navi nemiche e nel contempo acque sufficientemente profonde per attraccare le navi di supporto o rifornimento degli inglesi. Nel giro di due settimane, i coloni costruirono il primo forte e denominarono la fondazione Jamestown.
Oltre ad assicurarsi oro e altri minerali preziosi da inviare agli investitori in Inghilterra, la sopravvivenza stessa dei coloni a Jamestown dipendeva dai rifornimenti regolari dall'Inghilterra e dal commercio con i nativi americani. Il luogo scelto era molto distante dalle terre più interne e offriva poco spazio per la caccia, con poca acqua fresca da bere e poco terreno per l'agricoltura. Il capitano Newport fece ritorno in Inghilterra due volte, conducendo personalmente la prima e la seconda missione di supporto durante il 1608, lasciando la Discovery a uso dei coloni. A ogni modo, le morti per malattia e i conflitti con i nativi americani furono un problema non indifferente per i coloni inglesi. Malgrado i tentativi di cavare minerali, far crescere bacchi da seta ed esportare il nativo tabacco della Virginia, questi primi anni non produssero profitti degni di nota, e non era chiaro se la colonia sarebbe stata mantenuta economicamente dai finanziatori.
Nel 1609, con l'abbandono dell'insediamento costituito da parte della Plymouth Company, la carta di proprietà della London Company venne modificata includendo anche l'area compresa tra il 34º e il 39º parallelo, quindi esteso "da mare a mare". Per questo motivo, almeno sulla carta, la Colonia della Virginia aveva la possibilità di espandersi anche nell'entroterra sino alla costa dell'oceano Pacifico, corrispondente all'attuale California, comprendendo quindi tutti gli attuali stati in quell'area (Kentucky, Missouri, Colorado, Utah, ecc.). A ogni modo, per ragioni pratiche, i primi virginiani non si avventurarono eccessivamente nell'entroterra, anche se queste rinnovate prospettive spinsero gli investitori inglesi a continuare il finanziamento dell'espansione della colonia con quello che divenne noto come "terzo rifornimento".

#### Le Bermuda: Le Isole Somers
Con l'arrivo del Third Supply, la London Company aveva già costruito una nuova nave. La Sea Venture era stata disegnata specificatamente per l'emigrazione di altri coloni e per trasportare materiali e rifornimenti per la colonia dalla madrepatria, ed era quindi particolarmente capiente. Essa divenne la nave ammiraglia del capitano del convoglio, sir George Somers. Il Third Supply fu il più grande a essere consegnato, con otto navi in totale. Il nuovo capitano della Sea Venture era il vice ammiraglio della missione, Christopher Newport. Centinaia di nuovi coloni si trovarono a bordo della nuova nave.
Ad alcuni giorni di distanza dal porto di Londra, però, le nove navi che erano dirette verso il Nuovo Mondo incontrarono un grande uragano nell'oceano Atlantico e per tre giorni le navi non riuscirono a comunicare tra loro. L'ammiraglio sir George Somers guidava la nuova Sea Venture con la maggior parte del carico e, deliberatamente, decise di virare in direzione delle attuali Bermuda per evitare di arenarsi con la tempesta. A ogni modo, sebbene non vi fossero stati morti, la nave abbisognava di alcune riparazioni e per questo si insediò nell'arcipelago che divenne così proprietà dei coloni inglesi.
I sopravvissuti alle Bermuda costruirono così altre due piccole navi e gran parte di loro continuò così il viaggio verso Jamestown, lasciando un avamposto nelle Bermuda per assicurarsene il possesso. I possedimenti della Compagnia nelle Bermuda vennero ufficializzati nel 1612, con la terza e ultima concessione che estendeva i confini della Virginia sino a comprendere anche le Bermuda o, come erano note all'epoca, il territorio della "Virgineola". Le Bermuda erano note anche col nome di The Somers Isles (in ricordo dell'ammiraglio Somers). I finanziatori della Virginia Company a questo punto vi derivarono una seconda compagnia, la Somers Isles Company, che amministrò le Bermuda dal 1615 sino al 1684.
A ogni modo, al loro arrivo a Jamestown, i sopravvissuti della Sea Venture scoprirono che i dieci mesi di lontananza dalla colonia avevano fortemente aggravato la situazione generale. Sette altre navi erano giunte portano altri coloni, ma poco cibo e rifornimenti. Assieme alle lotte coi nativi locali, la perdita delle risorse a bordo della Sea Venture portarono a un periodo di carestia che perdurò dalla fine del 1609 al maggio del 1610, periodo durante il quale morì l'80% dei coloni, alcuni dei quali giunsero addirittura ad atti di cannibalismo. I sopravvissuti alle Bermuda avevano portato con loro alcuni rifornimenti e cibo, e questo faceva intendere che Jamestown era destinata ormai a essere abbandonata in virtù di un ritorno in Inghilterra.

#### La permanenza a Jamestown
Samuel Argall era il capitano di una delle sette navi del Third Supply che erano giunte a Jamestown nel 1609 dopo essersi separate dalla Sea Venture, il cui fato rimase sconosciuto. Sbarcato i suoi passeggeri e un numero limitato di risorse, egli fece ritorno in Inghilterra con la promessa di portare nuovi aiuti ai coloni di Jamestown. Il re aveva autorizzato un altro leader, Thomas West, III barone De La Warr, meglio conosciuto col nome di "Lord Delaware", a mantenere l'ordine in loco e per questo la London Company poté organizzare una nuova missione di rifornimento. Le nuove navi salparono da Londra il 1º aprile 1610.
Poco dopo che i sopravvissuti alla carestia e i coloni provenienti dalle Bermuda avevano abbandonato Jamestown, le navi con nuovi rifornimenti risalirono il James River con cibo, rifornimenti, un dottore e nuovi coloni. Lord Delaware era determinato a far sopravvivere la nuova colonia e riuscì a intercettare le navi già pronte alla partenza a circa 16 km da Jamestown e a farle tornare sui loro passi. I coloni tornarono quindi nell'insediamento grazie alle nuove provviste dall'Inghilterra.
Tra coloro che stavano abbandonando Jamestown vi era anche John Rolfe, uno dei sopravvissuti della Sea Venture che aveva perso la moglie e il figlio alle Bermuda. Egli era un uomo d'affari originario di Londra che aveva portato con sé dei semi da piantare, alcune foglie di tabacco e delle idee per un nuovo commercio che rilanciarono ben presto l'economia coloniale dell'area.
Dal 1612, Rolfe iniziò delle coltivazioni intensive di tabacco che riuscì a far crescere ed esportare con successo. Fu a quel punto che il villaggio di Jamestown poté definirsi economicamente indipendente dalla madrepatria e quindi permanentemente colonizzato.

### Colonia reale (1624–1776)

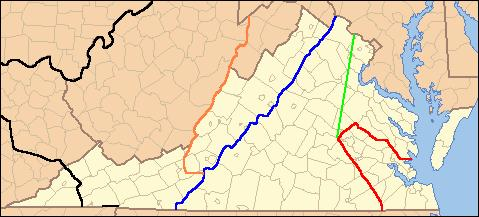
Le linee nella cartina mostrano i trattati legali delle frontiere tra la Colonia della Virginia e le nazioni indiane nei vari anni, sino ai confini attuali. Rosso: Trattato del 1646. Verde: Trattato di Albany (1684). Blu: Trattato di Albany (1722). Arancio: Proclamazione del 1763. Nero: Trattato di Camp Charlotte (1774). L'area corrispondente all'attuale Virginia sud-orientale venne ceduta dai Cherokee nel 1775.

Nel 1620, un successore della Plymouth Company inviò dei coloni nel Nuovo Mondo a bordo della famosissima Mayflower. Noti come pilgrims (pellegrini), questi nuovi coloni raggiunsero il Massachusetts dove si insediarono. La porzione della Virginia a nord del 40º parallelo divenne nota come New England, sulla base di quanto riportato dal capitano John Smith.
Nel 1624, le carte di possedimento della Virginia Company vennero revocate per ordine di re Giacomo I e la Colonia della Virginia passò nelle mani dell'autorità della monarchia inglese, costituendo difatti una colonia della corona. Successivamente vennero stilate altre convenzioni per la Colonia del Maryland nel 1632 e per la Provincia della Carolina nel 1663 e nel 1665, fatti che ridussero ulteriormente l'estensione del territorio coloniale della Virginia sino alla Rivoluzione americana.
La popolazione, nell'ambito della guerra civile inglese, pur essendo lontana dalla madrepatria, si schierò per la maggioranza con la corona piuttosto che con Oliver Cromwell. Malgrado questo, il governatore della Virginia venne rimpiazzato dal puritano Richard Bennett per ordine dello stesso Cromwell nel 1652, seguito da altri due nominali "Governatori del Commonwealth". Con la restaurazione nel 1660, il governatorato tornò nelle mani di Sir William Berkeley.
Dal momento che gli inglesi incrementavano il loro consumo di tabacco, la sua produzione nelle colonie americane assunse una grande importanza economica, in particolare per la regione attorno alla baia di Chesapeake. Vaste piantagioni vennero realizzate lungo i fiumi della Virginia, dove vennero fondati anche sistemi sociali ed economici per la vendita di questi beni, come l'importazione di schiavi dall'Africa per la lavorazione delle terre. Nel 1730 la Camera dei Cittadini della Virginia pose uno standard di qualità sul tabacco esportato grazie al Tobacco Inspection Act of 1730, con regolari ispezioni nelle oltre 40 località produttrici del bene.